# بنيامين كيبيبى
بنيامين كيبيبى (بالسويدية: Benjamin Kibebe)‏ (13 أغسطس 1981 بأديس أبابا في إثيوبيا - ) هو لاعب كرة قدم إثيوبي وسويدي في مركز الدفاع. شارك مع منتخب السويد تحت 21 سنة لكرة القدم ومنتخب السويد لكرة القدم. أما مع النوادي، فقد لعب مع أيك سولنا وترومسو إيدريتسلاغ ونادي أوليسوند ونادي كرينز ونادي لوزيرن ونادي ميتييلاند ونادي نوردشيلاند.

## روابط خارجية
- بنيامين كيبيبى على موقع قاعدة بيانات كرة القدم.إي يو (الإنجليزية)
- بنيامين كيبيبى على موقع ناشيونال فوتبول تيمز (الإنجليزية)